# Mittlerer Wasserschlauch
Der Mittlere Wasserschlauch (Utricularia intermedia) ist eine Pflanzenart aus der Gattung der Wasserschläuche (Utricularia) innerhalb der Familie der Wasserschlauchgewächse (Lentibulariaceae). 

## Merkmale
Der Mittlere Wasserschlauch ist eine sommergrüne, wurzellose, untergetauchte Wasserpflanze, die Wuchshöhen von 10 bis 20 Zentimeter erreicht.

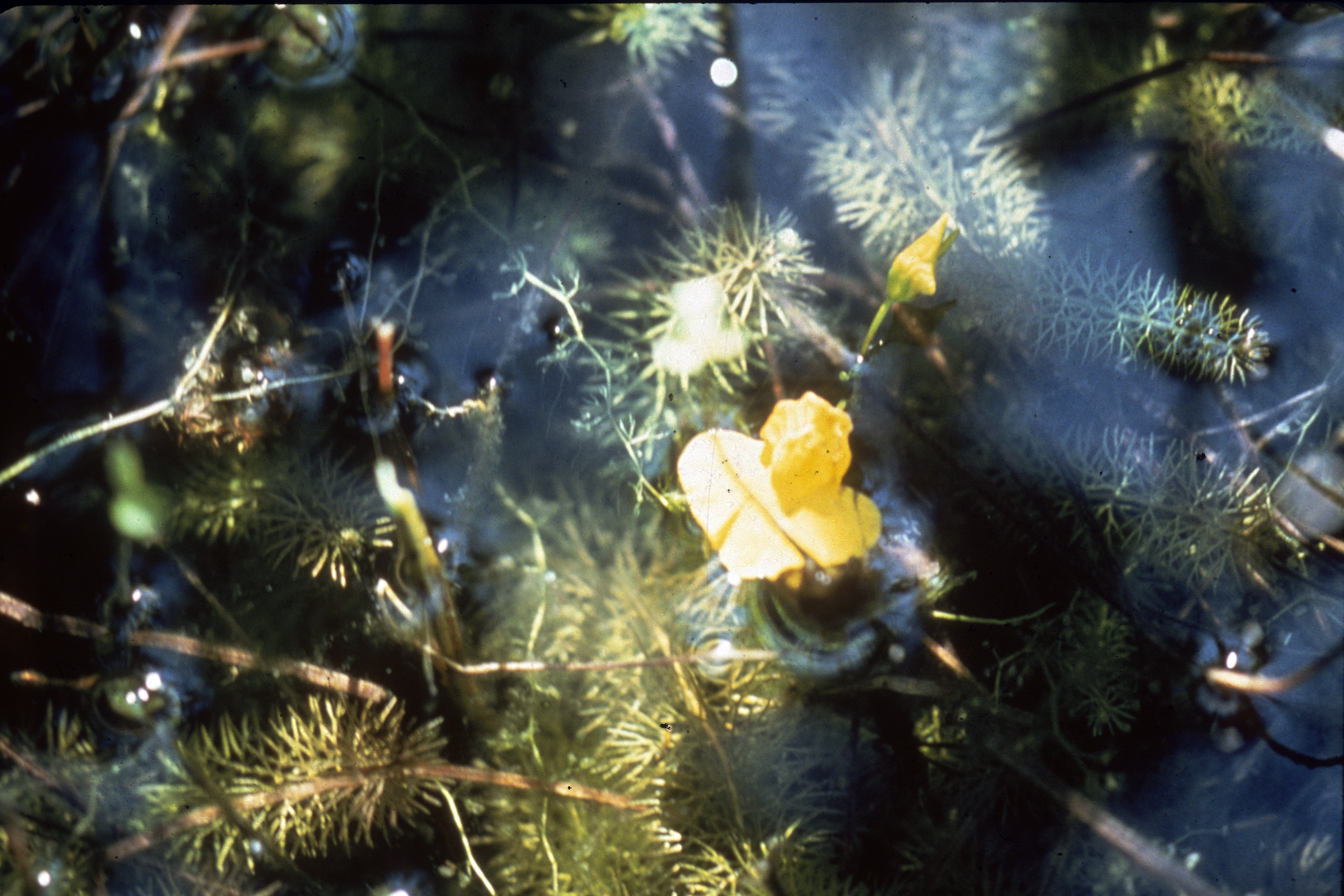
Mittlerer Wasserschlauch (Utricularia intermedia)

Die Endzipfel der Wasserblätter sind vorne stumpflich. Ihre Spitze ist aufgesetzt und am Rand befinden sich an jeder Seite 4 bis 12 kaum aus dem Blattrand heraustretende Wimperzähnchen. An den Wasserblättern sind nie Fangblasen vorhanden.
Die Blütezeit liegt zwischen Juli und August. Die Krone ist zitronengelb. Der Sporn ist 7 bis 12 Millimeter lang, walzig und damit ungefähr so lang wie die Unterlippe.
Die Chromosomenzahl beträgt 2n = 44.

## Vorkommen
Der Mittlere Wasserschlauch ist kalkhold, wächst in Deutschland in oligo- bis mäßig eutrophen Gewässern wie Torfstichen, Moorschlenken und -tümpeln sowie Gräben. Er ist in Mitteleuropa eine Charakterart des Verbands Utricularion. Sein Verbreitungsgebiet umfasst die gemäßigten Zonen der Nordhalbkugel.
Die Art kommt zerstreut in Süd-Bayern und selten in Mittel- und Nord-Bayern, Südost-Baden-Württemberg, Nordost-Sachsen, Ost-Brandenburg, Südost- und Nordwest-Mecklenburg-Vorpommern sowie in Niedersachsen bei Meißendorf vor. In Hessen, Schleswig-Holstein und im Süden von Rheinland-Pfalz ist diese Art ausgestorben.